# Водничалски езера
Водничалските езера са 5 езера в Централния дял на Рила, разположени в труднодостъпния скалист циркус по северния склон на рида Водни чал (2683 m), в най-горното течение на река Леви Искър (десен приток на Черни Искър).
Четири от езерата са разположени стъпаловидно едно под друго от юг на север на протежение от 950 m. Най-южното езеро е и най-горно (на 2509 m н.в.) и е с размери 130 на 90 m. Второто е на 300 m северно от първото и е на 2387 m н.в., с размери 110 на 110 m. Третото езеро е най-голямо (10 дка, 185 на 100 m) и отстои на 230 m северно от второто, на 2338 m н.в. То се намира в центъра на групата на 42°09′38″ с. ш. 23°27′31″ и. д. / 42.160556° с. ш. 23.458611° и. д. и е дълбоко 4 m. Четвъртото езеро е на 80 m северно от третото, най-ниско разположеното, на 2316 m н.в. и е с размери 90 на 50 m. На 180 m източно от най-голямото трето езеро се намира петото езеро, на 2349 m н.в., с размери 80 на 60 m. То се оттича чрез малък поток в третото езеро.
От най-горното до най-долното, последователно през езерата протича буен поток, който след като изтече от най-долното езеро дава началото на река Леви Искър.